# ONE MORNING
『ONE MORNING』（ワン・モーニング）は、2019年4月1日からTOKYO FM及びJFN加盟局で月曜日から金曜日の朝帯に放送されているラジオ番組である。通称は『ワンモ』でX（旧・Twitter）の公式ハッシュタグなどに活用。

## 番組概要
ジャパンエフエムネットワークの平日朝ワイド番組として放送されてきた『中西哲生のクロノス』『速水健朗のクロノス・フライデー』の後継番組として、2019年4月から放送を開始。
本番組ではリスナーからXで募集したニュースやトピックスについての意見を「ワンコメ」として紹介するほか、ニュースの裏側を詳しく解説するコーナー、世の中に氾濫するニュースを読み解くリテラシーを学ぶコーナーなど、最新ニュースや今こそ必要な情報を、時にエンタテイメントを取り入れながら発信する。コンセプトは「それぞれの朝に、それぞれの価値観を」。

## パーソナリティ
| 放送期間 | 放送期間                      | メイン   | メイン   | アシスタント                |
| 放送期間 | 放送期間                      | 月 - 木  | 金       | アシスタント                |
| -------- | ----------------------------- | -------- | -------- | --------------------------- |
| 第1期    | 2019年4月1日 - 2019年9月27日  | 鈴村健一 | 鈴村健一 | ハードキャッスル エリザベス |
| 第1期    | 2019年9月30日 - 2021年3月31日 | 鈴村健一 | 山崎樹範 | ハードキャッスル エリザベス |
| 第2期    | 2021年4月1日 -                | ユージ   | ユージ   | 吉田明世                    |

### 第1期
初代メインパーソナリティには声優・歌手・パーソナリティとして活動する傍ら、声優事務所の代表取締役という経営者としての一面を持つ鈴村健一が起用された。アシスタントには番組開始当日よりフリーアナウンサーとしての活動を開始した元山梨放送アナウンサーのハードキャッスル エリザベスを起用。
2019年10月4日より、前ワイド番組の『クロノス』と同様に、金曜日を月 - 木曜日と切り離し、金曜日を『ONE MORNING FRIDAY』（ワン・モーニング・フライデー）とし、パーソナリティを俳優の山崎樹範が担当していた。番組内ではパーソナリティ同士が「すずさん」「やましげさん」「ザベスさん」と呼び合う。
2020年4月1日より番組が2年目に突入し、これまでのエンタメ中心の番組構成から報道に特化した番組構成に変更することとなった。6・7時台のオープニングテーマ廃止、ニュースコーナーの拡充、TOKYO FM / JFNのラジオアプリ「AuDee」を用いて、「ワンクリック・AuDeeジャッジ」と題し、番組がリスナーへのアンケート調査を行うコーナーを新設するなど報道色を強めた。また、同年2月からの新型コロナウイルスの流行拡大を受け、同年4月からはTOKYO FMのスタジオ「アースギャラリー」からの放送ではなく、各パーソナリティが自宅からリモート放送または同局地下の大スタジオから放送する対応を行っている。リモート放送開始に伴い、アシスタントが専用ブースに移動をして放送していた6時台のTOKYO FMローカルゾーン（6時29分ごろの天気予報・コーナー予告と6時49分ごろの交通情報）が廃止された。
2021年3月上旬、番組内にて同月末をもって現パーソナリティ3人の卒業及び『ONE MORNING FRIDAY』の終了が発表された。第1期最終週となった同月26日及び29日 - 31日放送分では、番組開始当初の企画（鈴村によるモーニングコール、山﨑による街頭レポートおよび番組オープニングテーマ（YeYe「morning」）を復活させた。第1期最終回の31日にはAライン枠（全国38局ネット）の「ONE MORE NEWS」の時間を使って新パーソナリティとの引き継ぎが行われた。また、TOKYO FMローカル枠では、鈴村の妻でもある坂本真綾が自身の新譜のプロモーションを兼ねてゲスト出演した。

### 第2期
2代目メインパーソナリティには、タレントで、3児の父であるユージを起用。ユージは就任に際し、｢大好きな『ONE MORNING』のバトンはしっかりと受け取りました！　これからも情報とエンタメと“ひと笑い”を皆さんに届けられるように頑張ります。いや、“ふた笑い”届けられるように頑張ります｣とコメントを寄せている。アシスタントには、フリーアナウンサーで、2児の母である吉田明世を起用。吉田は2019年9月30日から平日午後にTOKYO FMで放送されている「THE TRAD」の「専属店員（アシスタント）」として出演していたが、本番組への起用を機に同番組の担当を月曜と火曜のみに変更し、毎週月曜日と火曜日は本番組終了後に同番組の生放送に臨んだが、2024年3月をもって同番組を降板した。

### 代演
パーソナリティが仕事の都合等であらかじめ出演ができない場合のみ代演者が用意されるが、体調不良等による急な休演の場合は原則代演者が出演せず、アシスタントが1人で番組を進行する。アシスタントが体調不良等で休演となった場合は代演者が用意される。

## 番組内容
以下の情報は2025年6月現在。

### ネットワーク時間帯
本番組は『Eyes on Japan』→『SKY』→『クロノス』『クロノス・フライデー』に続く、TOKYO FMとJFNCの共同制作番組であり、以下の分類がなされる。
- 6時 - 7時：JFNC B2プログラム - TOKYO FM、ジャパンエフエムネットワーク（JFNC）共同制作

JFN34局へ配信。TOKYO FMでは、一部時間帯ローカル編成。
- 7時 - 7時30分、8時 - 8時20分：JFNC Aラインプログラム - TOKYO FM制作

全国38局ネット（8時台は一部系列局を除く）。
前身の番組から引き続き、6時30分 - 6時44分は全国ネットで放送していた。しかし、2021年3月末で6時30分からの番組が、2023年4月末で6時40分からの番組（アースコンシャスアクト）がそれぞれ終了した。
- 月曜から木曜7時30分 - 8時、金曜7時40分 - 7時45分：TOKYO FM・エフエム大阪の2局ネット[17][要検証 – ノート]

開始当初、東京・大阪2局ネットは7:40からの5分間だった。2020年7月からは7時台後半全編に渡り実施。タイムテーブルの見直しを行い、FM大阪はCMと交通情報を差し替えて放送した。2024年4月からは5分ネットに縮小。2024年10月より月曜から木曜まで7時台後半ネットを再開。
- 上記以外：TOKYO FMローカル

時刻アナウンス入り番組ジングルは前番組から踏襲した。パーソナリティのあいさつは番組開始の6時だけではなく6時30分、6時50分、7時、8時にも行う。前番組までラインによって異なっていた番組の「入りコメント」は統一された。スタジオはTOKYO FMスタジオ「アースギャラリー」から放送。また、6時台のTOKYO FMローカルゾーンは6時13分ごろ（交通情報と2人のトーク）のみとなり、ローカルコーナー時にアシスタントが専用ブースへ移動する仕組みを廃止した。

## ネット局
以下の表は2025年6月現在。Aライン相当枠は7時 - 7時30分、8時 - 8時20分。
ネット局は全て同時生放送。全局、ウェブブラウザまたはスマートフォン・タブレット・スマートテレビなどのアプリを介して「radiko」（無料のリアルタイムまたはタイムフリー）または「radikoプレミアム」（有料のエリアフリー）で聴取可能。
全て平日の放送で、それぞれ放送時間の早い順から記載。
- ★…2022年3月まで「快適生活ラジオショッピング」を放送していた局。

| 放送対象地域  | 放送局名                                     | 放送時間                                                         | 中断 | 備考 |
| ------------- | -------------------------------------------- | ---------------------------------------------------------------- | --- | --- |
| 東京都        | エフエム東京（TOKYO FM）                     | 6:00 - 9:00                                                      | | 製作局 |
| 北海道        | エフエム北海道（AIR-G'）                     | 6:00 - 7:30 8:00 - 8:20                                          | | 2025年3月までは6時台B2ライン枠未ネット局だった。                                                                                    |
| 青森県        | エフエム青森（AFB）                          | 6:00 - 7:30 8:00 - 8:20                                          | 6:25 - 6:30 快適生活ラジオショッピング 6:30 - 6:40 （金）明日のいのちをつなぐ ～心あたたまる救命エピソード～ 6:50 - 6:55 心のともしび                         | [ 注 11 ] |
| 岩手県        | エフエム岩手（FM IWATE）                     | 6:00 - 7:30 8:00 - 8:20                                          | 6:30 - 6:40 （金）明日のいのちをつなぐ ～心あたたまる救命エピソード～                                                                                         | ★ |
| 宮城県        | エフエム仙台（Date fm）                      | 6:00 - 7:30 8:00 - 8:20                                          | 6:30 - 6:40 （金）明日のいのちをつなぐ ～心あたたまる救命エピソード～                                                                                         | |
| 秋田県        | エフエム秋田（AFM）                          | 6:00 - 7:30 8:00 - 8:20                                          | 6:30 - 6:40 （金）明日のいのちをつなぐ ～心あたたまる救命エピソード～                                                                                         | |
| 山形県        | エフエム山形（Rhythm Station）               | 6:00 - 7:30 8:00 - 8:20                                          | | ★ |
| 福島県        | エフエム福島（ふくしまFM）                   | 6:00 - 7:30 8:00 - 8:20                                          | 6:49 - 6:55 快適生活ラジオショッピング | |
| 新潟県        | エフエムラジオ新潟（FM-NIIGATA）             | 6:00 - 7:30 8:00 - 8:20                                          | 6:30 - 6:40 （金）明日のいのちをつなぐ ～心あたたまる救命エピソード～                                                                                         | |
| 長野県        | 長野エフエム放送（FM長野）                   | 6:00 - 7:30 8:00 - 8:20                                          | 6:49 - 6:55 快適生活ラジオショッピング | |
| 静岡県        | 静岡エフエム放送（K-MIX）                    | 6:00 - 7:30 8:00 - 8:20                                          | 6:15 - 6:25 （月 - 木）あぐりずむ | 他局と異なり7:28から自社制作を開始する。 ★                                                                                          |
| 富山県        | 富山エフエム放送（FMとやま）                 | 6:00 - 7:30 8:00 - 8:20                                          | 6:30 - 6:40 （金）明日のいのちをつなぐ ～心あたたまる救命エピソード～ 6:50 - 6:55 快適生活ラジオショッピング                                                  | |
| 石川県        | エフエム石川（HELLO FIVE）                   | 6:00 - 7:30 8:00 - 8:20                                          | 6:49 - 6:55 快適生活ラジオショッピング | |
| 福井県        | 福井エフエム放送（FM FUKUI）                 | 6:00 - 7:30 8:00 - 8:20                                          | 6:50 - 6:55 快適生活ラジオショッピング | |
| 岐阜県        | エフエム岐阜（FM GIFU）                      | 6:00 - 7:30 8:00 - 8:20                                          | 6:30 - 6:40 （金）明日のいのちをつなぐ ～心あたたまる救命エピソード～ 6:50 - 6:55 快適生活ラジオショッピング                                                  | |
| 兵庫県        | 兵庫エフエム放送（Kiss FM KOBE）             | 6:00 - 7:30 8:00 - 8:20                                          | 6:45 - 6:55 （月 - 木）あぐりずむ | |
| 滋賀県        | エフエム滋賀（e-radio）                      | 6:00 - 7:30 8:00 - 8:20                                          | | |
| 広島県        | 広島エフエム放送（HFM）                      | 6:00 - 7:30 8:00 - 8:20                                          | 6:15 - 6:25 （月 - 木）あぐりずむ | 8月6日が平日の場合広島平和記念式典中継を行うため、8時台は未ネットか時差ネット。 ★                                                   |
| 山口県        | エフエム山口（FMY）                          | 6:00 - 7:30 8:00 - 8:20                                          | | ★ |
| 鳥取県 島根県 | エフエム山陰（V-air）                        | 6:00 - 7:30 8:00 - 8:20                                          | 6:15 - 6:20 世の光 6:20 - 6:25 V-air ツキ押し JP 6:30 - 6:40 （金）明日のいのちをつなぐ ～心あたたまる救命エピソード～ 6:50 - 6:55 快適生活ラジオショッピング | |
| 岡山県        | 岡山エフエム放送（FM OKAYAMA）               | 6:00 - 7:30 8:00 - 8:20                                          | 6:49 - 6:55 快適生活ラジオショッピング | |
| 香川県        | エフエム香川（FM香川）                       | 6:00 - 7:30 8:00 - 8:20                                          | | ★ |
| 愛媛県        | エフエム愛媛（JOEU-FM）                      | 6:00 - 7:30 8:00 - 8:20                                          | 6:30 - 6:40 （金）明日のいのちをつなぐ ～心あたたまる救命エピソード～ 6:50 - 6:55 快適生活ラジオショッピング                                                  | |
| 高知県        | エフエム高知（Hi-Six）                       | 6:00 - 7:30 8:00 - 8:20                                          | | ★ |
| 徳島県        | エフエム徳島（FM TOKUSHIMA）                 | 6:00 - 7:30 8:00 - 8:20                                          | 6:30 - 6:40 （金）明日のいのちをつなぐ ～心あたたまる救命エピソード～                                                                                         | |
| 長崎県        | エフエム長崎（FM Nagasaki）                  | 6:00 - 7:30 8:00 - 8:20                                          | 6:49 - 6:55 快適生活ラジオショッピング | |
| 大分県        | エフエム大分（Air-Radio FM88）               | 6:00 - 7:30 8:00 - 8:20                                          | 6:49 - 6:55 快適生活ラジオショッピング | |
| 熊本県        | エフエム熊本（FMK）                          | 6:00 - 7:30 8:00 - 8:20                                          | 6:30 - 6:40 （金）明日のいのちをつなぐ ～心あたたまる救命エピソード～ 6:45 - 6:55 （月 - 木）あぐりずむ                                                       | |
| 宮崎県        | エフエム宮崎（JOY FM）                       | 6:00 - 7:30 8:00 - 8:20                                          | 6:50 - 6:55 快適生活ラジオショッピング | |
| 鹿児島県      | エフエム鹿児島（μFM）                        | 6:00 - 7:30 8:00 - 8:20                                          | 6:50 - 6:55 快適生活ラジオショッピング | |
| 沖縄県        | エフエム沖縄（FM沖縄）                       | 6:00 - 7:30 8:00 - 8:20                                          | 6:45 - 6:55 （月 - 木）あぐりずむ | |
| 栃木県        | エフエム栃木（RADIO BERRY）                  | 6:00 - 7:30 8:10 - 8:20                                          | 6:50 - 6:55 快適生活ラジオショッピング | 8:00から8:10までのAライン枠未ネット局 （7:30 - 月曜 - 木曜は「B-SIDE WAVE」、 金曜は「Flying Friday」 ）                            |
| 群馬県        | エフエム群馬（FM GUNMA）                     | 6:00 - 7:30                                                      | 6:45 - 6:55 （月 - 木）あぐりずむ | 8時台Aライン枠未ネット局 （7:30 - 「WAI WAI Groovin'」 ）                                                                           |
| 三重県        | 三重エフエム放送 （レディオキューブ FM三重） | 6:00 - 7:30                                                      | 6:30 - 6:40 （金）明日のいのちをつなぐ ～心あたたまる救命エピソード～                                                                                         | 8時台Aライン枠未ネット局 （7:30 - 「Pick up On Mie〜POMie!〜」）                                                                    |
| 大阪府        | エフエム大阪（FM大阪）                       | 月曜 - 木曜 6:55 - 8:20 金曜 6:55 - 7:30 7:40 - 7:45 8:00 - 8:20 | 7:29 - 7:32 交通情報 7:50 - 7:53 交通情報 | 6時台B2ライン枠未ネット局 6:30 - 6:40 （金） 「明日のいのちをつなぐ ～心あたたまる救命エピソード～」制作局 金曜は『Hug+』内包扱い。 |
| 愛知県        | エフエム愛知（FM AICHI）                     | 6:55 - 7:30 8:00 - 8:20                                          | 6時台B2ライン枠未ネット局 7時台は『ONE MORNING AICHI』内包扱い。                                                                                              | |
| 福岡県        | エフエム福岡（FM FUKUOKA）                   | 6:55 - 7:30 8:00 - 8:20                                          | | 6時台B2ライン枠未ネット局 |
| 佐賀県        | エフエム佐賀（FMS）                          | 6:55 - 7:30 8:00 - 8:20                                          | | 6時台B2ライン枠未ネット局 |

## 特別番組

### JFN年末年始特別番組 ONE LOVE 声でつなぐ、2019 → 2020
東京ディズニーリゾート内イクスピアリ2階リセレブレーション・プラザにて公開生放送。
- 放送日:2019年12月31日23時 - 2020年1月1日1時
- 出演者:
  - パーソナリティ：鈴村健一、ハードキャッスル エリザベス、
  - ゲスト；足立梨花
  - 録音ゲスト：乙武洋匡、藤巻亮太
  - ラジオドラマ「2020年のフェアリー・アンクル」　出演：鈴村健一、古谷徹、飯田里穂